# DICE (RSPのアルバム)
『DICE』（ダイス）は、RSPの1枚目のアルバム。2008年8月27日発売。

## 概要
- 初回盤にはシングル曲のPVを収録したDVDが付いている。
- 発売後にブックレットの歌詞（「DICE」、「はんぶんこ」、「Shining Starkiss」、「Sorry」、「Driving Limit」）の誤表記が発覚し、ブックレットの無償交換を行った。

## 収録曲
1. GO ON BABY !
2. Lifetime Respect -女編-
3. DICE
4. A Street Story (Album Ver.)
5. The First Star
6. はんぶんこ
7. Shining Star
8. 愛してる (Album Ver.)
9. kiss
10. Sorry
11. Driving Limit
12. M 〜もうひとつのラブストーリー〜
13. 感謝。
14. この街の片隅で(Album Ver.)